# Põru
Põru (niem. Paulenhof) – wieś położona w estońskiej gminie Otepää.
Według spisu ludności z 2025 roku wieś Põru miała 26 mieszkańców.

## Etymologia
Niemiecka nazwa wsi wywodzi się od imienia właściciela gospodarstwa pasterskiego, Paula Ludwiga Johanna von Loewensterna.